# Максимилиан Йозеф Фугер фон Кирхберг-Вайсенхорн
Максимилиан Йозеф Фугер фон Кирхберг-Вайсенхорн цу Цинеберг (на немски: Maximilian Joseph Graf Fugger zu Kirchberg und Weissenhorn zu Zinneberg; * 10 октомври 1677 в Аделсхофен в област Фюрстенфелдбрук; † 7 август 1751 в Глон, Бавария) е граф от род Фугер фон Кирхберг-Вайсенхорн, господар на Циненберг при Глон в Бавария.
Той е син на Адам Константин Фугер фон Кирхберг-Вайсенхорн (1645 – 1690) и съпругата му фрайин Мария Елизабет Йохана фон Фрамкинг (1648 – 1726), дъщеря на фрайхер Йохан Баптист фон Фрамкинг. Внук е на граф Йохан Фридрих Фугер фон Кирхберг-Вайсенхорн (1609 – 1669) и фрайин Мария Фелицитас фон Пранк († 1663).
Фамилията Фугер получава през 1596 г. чрез женитба дворец Цинеберг, който остава нейна собственост за следващите 230 години.

## Фамилия
Максимилиан Йозеф Фугер фон Кирхберг-Вайсенхорн се жени на 15 юли 1711 г. в Намур за графиня Фердинанда Анна Хенриета фон Глимес де Брабант (* 5 ноември 1689; † 21 януари 1715, Мюнхен). Бракът е бездетен.
Максимилиан Йозеф Фугер фон Кирхберг-Вайсенхорн се жени втори път на 1 август 1717 г. в Потмес за графиня Мария Юдит фон Тьоринг (* 1 март 1690, Жетенбах; † 18 юни 1755, Циненберг), дъщеря на
граф Франц Йозеф фон Тьоринг (1652 – 1707) и фрайин Мария Урсула фон Грамонт (1655 – 1725). Те имат децата:
- Мария Анна Йозефа (* 21 май 1719, Циненберг; † 11 януари 1784, Линц), омъжена I. на 13 август 1741 г. в Мюнхен за граф Йохан Карл Фридрих фон Йотинген-Валерщайн (* 10 юни 1715, Аугсбург; † 16 юли 1744, Щутгарт в битка), II. на 8 ноември 1745 г. в Хоен-Алтхайм за ландграф Лудвиг Август Егон фон Фюрстенберг-Щюлинген-Вайтра (* 4 февруари 1705, Ашафенбург; † 10 ноември 1759, Линц), III. метреса на император Карл VII Албрехт Баварски (* 6 август 1697, Брюксел; † 20 януари 1745, Мюнхен)
- Игнац Йозеф Кайетан (* 9 август 1720, Циненберг; † 14 юни 1791, Мюнхен), граф, женен на 30 април 1752 г. в Мюнхен за графиня Фридерика Шарлота фон Золмс-Зоненвалде (* 30 януари 1727; † 21 февруари 1753, Мюнхен)
- Мария Франциска Валдбурга Терезия (* 9 май 1727, Мюнхен; † 8 януари 1747, Мюнхен), омъжена на 22 февруари 1746 г. в Мюнхен за фрайхер Игнац Йозеф Франц фон Гумпенберг (* 3 декември 1714, Потмес; † 28 януари 1750, Прайтенбрун)

Съпругата му Мария Юдит фон Тьоринг е метреса на курфюрст Карл Албрехт Баварски (1697 – 1745), император (1742 – 1745).